# Realtà aumentata

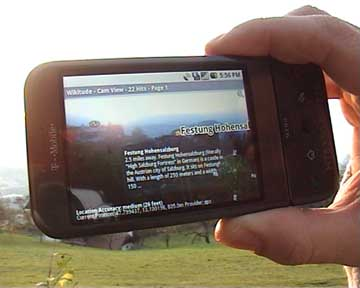
Un telefono T-Mobile G1 con sistema operativo Android, con un'applicazione Augmented-Reality chiamata Wikitude.

Per realtà aumentata (abbreviato RA o AR dall'inglese augmented reality), o realtà mediata dall'elaboratore, si intende l'arricchimento della percezione sensoriale umana mediante informazioni, in genere manipolate e convogliate elettronicamente, che non sarebbero percepibili con i cinque sensi.
Il cruscotto dell'automobile, l'esplorazione della città puntando lo smartphone o la chirurgia robotica a distanza sono tutti esempi di realtà aumentata.

## Storia
Gli occhiali a realtà aumentata avevano fatto la loro apparizione in un lavoro di Ivan Sutherland del 1968.
Negli anni novanta sono nate le prime visioni coerenti e organizzate di come l'elettronica miniaturizzata, i dispositivi portatili, Internet e la geolocalizzazione possano condurre a mondi virtuali e/o arricchiti, mediati. La visione matura si stabilizza nei primi anni duemila e i primi prodotti d'uso comune si affacciano sul mercato alla fine di quel decennio.
Dal 2025 sono disponibili sul mercato occhiali in realtà aumentata che integrarono l'olografia per interagire con i contenuti digitali in modo visivo e uditivo, mantenendo il contatto con la realtà esterna.

## Descrizione

### Definizione

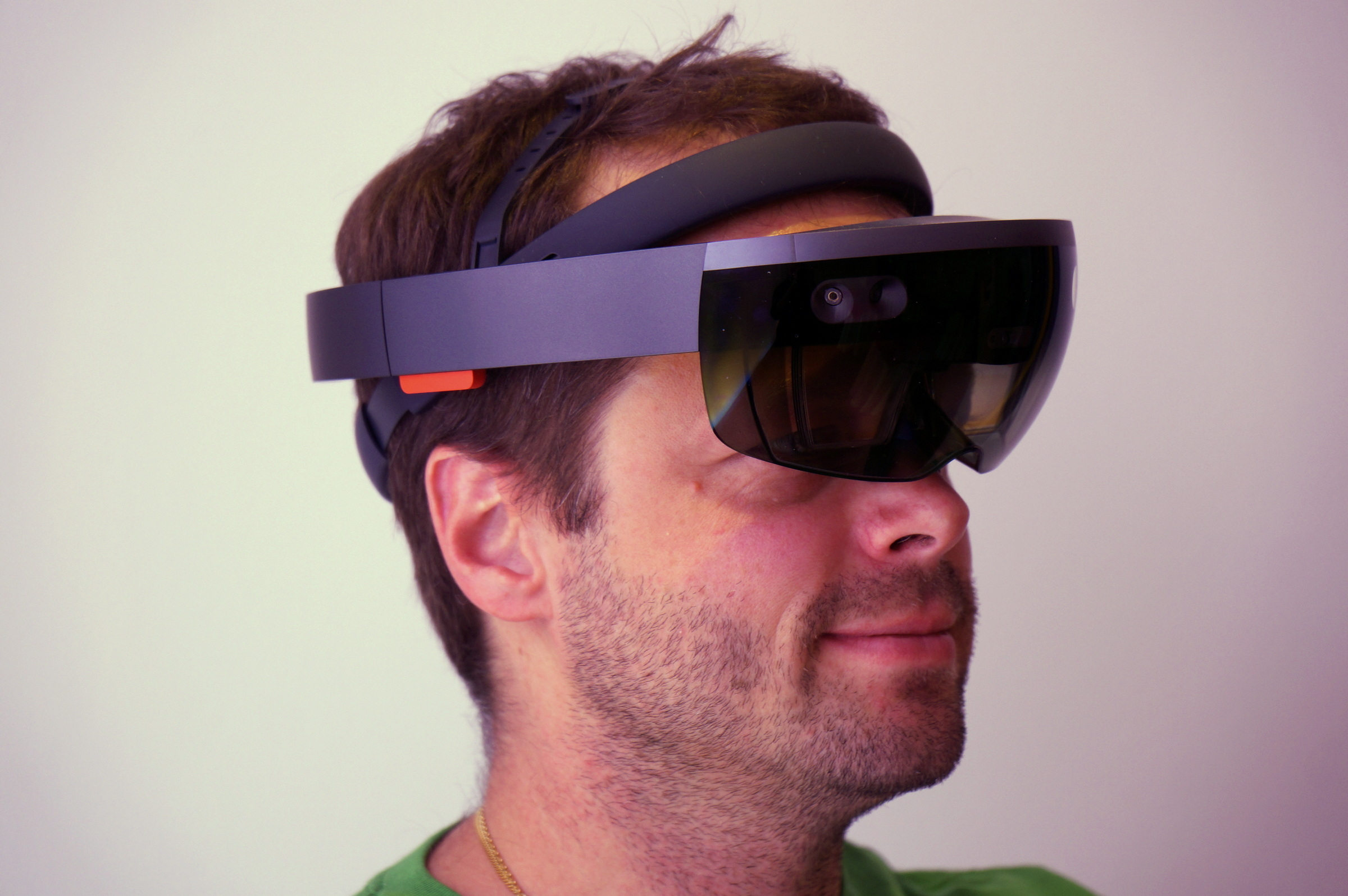
Dispositivo ottico per la realtà aumentata

Gli elementi che «aumentano» la realtà possono essere aggiunti attraverso un dispositivo mobile, come uno smartphone, con l'uso di un PC dotato di webcam o altri sensori, con dispositivi di visione (per es. occhiali a proiezione sulla retina), di ascolto (auricolari) e di manipolazione (guanti) che aggiungono informazioni multimediali alla realtà già normalmente percepita.
Le informazioni «aggiuntive» possono in realtà consistere anche in una diminuzione della quantità di informazioni normalmente percepibili per via sensoriale, sempre al fine di presentare una situazione più chiara o più utile o più divertente. Anche in questo caso si parla di AR.
Nella realtà virtuale, le informazioni aggiunte o sottratte elettronicamente sono preponderanti, al punto che le persone si trovano immerse in una situazione nella quale le percezioni naturali di molti dei cinque sensi non sembrano neppure essere più presenti e sono sostituite da altre. Nella realtà aumentata (AR), invece, la persona continua a vivere la comune realtà fisica, ma usufruisce di informazioni aggiuntive o manipolate della realtà stessa.
La distinzione tra VR e AR è peraltro artificiosa: la realtà mediata, infatti, può essere considerata come un continuo, nel quale VR e AR si collocano adiacenti e non sono semplicemente due concetti opposti.
La mediazione avviene solitamente in tempo reale. Le informazioni circa il mondo reale che circonda l'utente possono diventare interattive e manipolabili digitalmente.

### Tipi di realtà aumentata

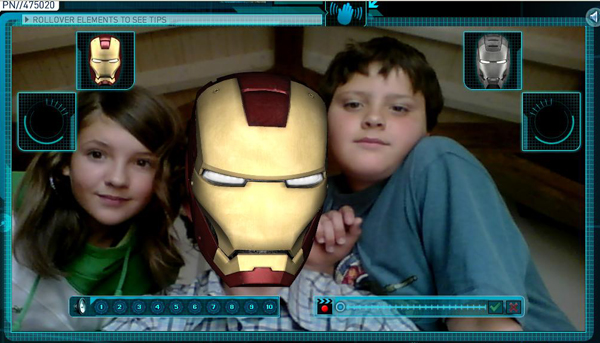
Esempio di realtà aumentata. Il personaggio in mezzo non è realmente presente, ma viene aggiunto dal dispositivo che inquadra i bambini.

Esistono tre tipi principali di realtà aumentata:
- Realtà aumentata su dispositivo mobile. Il telefonino (o smartphone di ultima generazione) deve essere dotato necessariamente di Sistema di Posizionamento Globale (GPS), di magnetometro (bussola) e deve poter permettere la visualizzazione di un flusso video in tempo reale, oltre che di un collegamento Internet per ricevere i dati online. Il telefonino inquadra in tempo reale l'ambiente circostante; al mondo reale vengono sovrapposti i livelli di contenuto[13], dai dati da Punti di Interesse (POI) geolocalizzati agli elementi 3D.
- Realtà aumentata su computer. È basata sull'uso di marcatori, (ARtags), di disegni stilizzati in bianco e nero che vengono mostrati alla webcam, vengono riconosciuti dal computer, e ai quali vengono sovrapposti in tempo reale i contenuti multimediali: video, audio, oggetti 3D, ecc. Le applicazioni di realtà aumentata sono state basate su tecnologia Adobe Flash, divenuto obsoleto il 31 dicembre 2021[14]. Con la nascita di HTML5 sono nate nuove tecniche di AR[15][16].
- Realtà aumentata senza marker. È un’evoluzione delle precedenti tecniche, il contenuto è lo stesso ma non servirà più inquadrare nessun marker. Per questo motivo la possiamo definire più utilizzabile e comoda, infatti vi lascerà piena libertà di movimento. Verrà richiesto solo la prima volta di inquadrare un piano orizzontale, ad esempio il pavimento e dopo pochi secondi il contenuto virtuale apparirà in posizione.[17]

La «pubblicità aumentata» (Augmented advertising) è esplosa nel 2009 attraverso numerose campagne di marchi (Toyota, Lego, Mini, Kellogg, General Electrics), cantanti (Eminem, John Mayer) o riviste (Colors, Esquire Magazine o Wallpaper). Spam Magazine, nata nel 2012 in Italia, è la prima rivista gratuita totalmente in realtà aumentata, sia per quanto riguarda i contenuti editoriali sia per quelli commerciali. Per molti anni il marketing con la realtà aumentata richiedeva applicazioni dedicate da scaricare, ora invece il tutto è fruibile senz'app grazie alla  WebAR. (Realtà Aumentata Web che attraversa il browser).

### Altre tecnologie in divenire
- Display head-up (HUD); è un display trasparente che presenta i dati senza richiedere agli utenti di distogliere lo sguardo dai loro soliti punti di vista[19][20][21].
- Le lenti a contatto che visualizzano immagini AR sono in fase di sviluppo. Queste lenti a contatto bioniche potrebbero contenere gli elementi per la visualizzazione incorporati nell'obiettivo, inclusi circuiti integrati, LED e un'antenna per la comunicazione wireless[22][23].
- Un display retinico virtuale (VRD) è un dispositivo di visualizzazione personale in fase di sviluppo presso lo Human Interface Technology Laboratory dell'Università di Washington sotto la direzione del Dr. Thomas A. Furness III. Con questa tecnologia, un display viene scansionato direttamente sulla retina dell'occhio dell'osservatore. Ciò si traduce in immagini luminose con alta risoluzione e contrasto elevato. Lo spettatore vede quello che sembra essere un display convenzionale fluttuare nello spazio[24][25].
- L'EyeTap (noto anche come occhiali di seconda generazione) cattura i raggi di luce che altrimenti passerebbero attraverso il centro della lente dell'occhio di chi lo indossa e sostituisce ogni raggio di luce reale con luce artificiale controllata da computer. Il Laser EyeTap è simile al VRD, tranne per il fatto che ha anche una profondità di messa a fuoco infinita e fa sì che l'occhio stesso, in effetti, funzioni come sia una fotocamera che un display mediante l'esatto allineamento con l'occhio e la ri-sintesi (in luce laser) dei raggi di luce che entrano nell'occhio[26][27].EyeTap

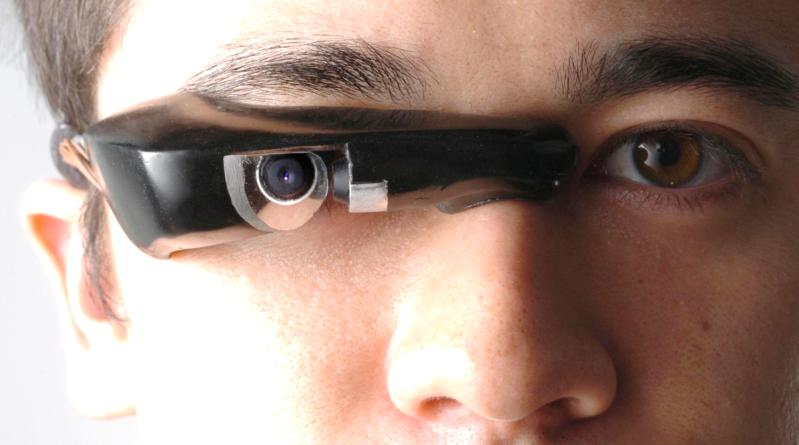
EyeTap

- Un palmare utilizza un piccolo display che si adatta alla mano dell'utente. Tutte le soluzioni AR portatili fino optano per il video see-through (guardare attraverso). Inizialmente l'AR portatile utilizzava marcatori fiduciali e successivamente unità GPS e sensori MEMS[28]. Giochi come Ingress utilizzano un'interfaccia Image Linked Map (ILM), in cui le posizioni georeferenziate approvate vengono visualizzate su una mappa stilizzata con cui l'utente può interagire[29].
- La mappatura della proiezione (o video mapping) "aumenta" gli oggetti e le scene del mondo reale, senza l'uso di display speciali come monitor, display montati sulla testa o dispositivi portatili. La mappatura della proiezione utilizza proiettori digitali per visualizzare informazioni grafiche su oggetti fisici. La differenza chiave nella mappatura della proiezione è che il display è separato dagli utenti del sistema. Poiché i display non sono associati a ciascun utente, la mappatura della proiezione si adatta naturalmente a gruppi di utenti, consentendo una collaborazione collocata tra gli utenti. Gli esempi includono lampade shader, proiettori mobili, tavoli virtuali e proiettori intelligenti. Le lampade Shader imitano e aumentano la realtà proiettando immagini su oggetti neutri. Ciò offre l'opportunità di migliorare l'aspetto dell'oggetto con i materiali di una semplice unità: proiettore, fotocamera e sensore. Altre applicazioni includono proiezioni da tavolo e da parete[30][31][32].
- Dispositivi di input. Le tecniche includono sistemi di riconoscimento vocale che traducono le parole pronunciate da un utente in istruzioni per computer e sistemi di riconoscimento dei gesti che interpretano i movimenti del corpo di un utente mediante rilevamento visivo o da sensori incorporati in un dispositivo periferico come un puntatore, un guanto o altri indumenti per il corpo[33][34][35].
- I proiettori possono essere utilizzati anche per visualizzare contenuti AR. Il proiettore può proiettare un oggetto virtuale su uno schermo e lo spettatore può interagire con questo oggetto virtuale. Le superfici di proiezione possono essere ad esempio pareti o lastre di vetro[36].

## Esempi
Sono diversi gli  esempi della Realtà Aumentata.. Già usata in ambiti molto specifici come militare, medico o nella ricerca, nel 2009 grazie al miglioramento della tecnologia la realtà aumentata è arrivata al grande pubblico sia come campagne di comunicazione augmented advertising pubblicate sui giornali o sulla rete, sia attraverso un numero sempre crescente di applicazioni per telefonini, in particolare per Windows Phone, Android e iPhone.
È oggi infatti possibile con la realtà aumentata trovare informazioni rispetto al luogo in cui ci si trova (come alberghi, bar, ristoranti, stazioni della metro e altri "punti di interesse") ma anche visualizzare le foto dai social network come Flickr o voci Wikipedia sovrapposte alla realtà; trovare i Twitter vicini; ritrovare la macchina parcheggiata; giocare a catturare fantasmi e fate invisibili usando una intera città come campo di gioco; taggare luoghi, inserire dei messaggini in realtà aumentata in un luogo specifico (metodo usato dai teenager giapponesi per incontrarsi e oggetto di un film di Keiichi Matsuda).
Un altro esempio di realtà aumentata sono alcune funzioni di cui sono dotate determinati modelli di automobile:
- visuale aerea a 360° ovvero la visione dall'alto (grazie a 4 telecamere posizionate sul mezzo unitamente a sensori di distanza), integrazione ed evoluzione della telecamera posteriore per la retromarcia;
- proiezione dei segnali stradali o altre informazioni e messaggi sul parabrezza.

## Settori di applicazione

### Archeologia
AR è stato utilizzato per aiutare la ricerca archeologica. Aumentando le caratteristiche archeologiche nel paesaggio moderno, l'AR consente agli archeologi di formulare possibili configurazioni del sito da strutture esistenti. I modelli generati al computer di rovine, edifici, paesaggi o persino persone antiche sono stati riciclati nelle prime applicazioni AR archeologiche.

### Architettura
L'AR può aiutare a visualizzare i progetti di costruzione. Le immagini generate al computer di una struttura possono essere sovrapposte a una vista locale reale di una proprietà prima che l'edificio fisico venga costruito lì; questo è stato dimostrato pubblicamente da Trimble Navigation nel 2004. L'AR può anche essere impiegato all'interno dello spazio di lavoro di un architetto, per il rendering di visualizzazioni 3D animate dei loro disegni 2D. La panoramica dell'architettura può essere migliorata con le applicazioni AR, consentendo agli utenti che guardano l'esterno di un edificio di vedere virtualmente attraverso le sue pareti, visualizzando i suoi oggetti interni e il layout.

### Progettazione e pianificazione urbana
I sistemi AR vengono utilizzati come strumenti collaborativi per la progettazione e la pianificazione nell'ambiente già costruito. Ad esempio, l'AR può essere utilizzato per creare mappe di realtà aumentata, edifici e feed di dati proiettati su tavoli per la visualizzazione collaborativa da parte di professionisti.

### Istruzione STEM
Negli ambienti educativi, l'AR è stato utilizzato per integrare un curriculum standard. Testo, grafica, video e audio possono essere sovrapposti nell'ambiente in tempo reale di uno studente. Libri di testo, flashcard e altro materiale di lettura educativo possono contenere "marcatori" o trigger incorporati che, quando scansionati da un dispositivo AR, hanno prodotto informazioni supplementari per lo studente rese in un formato multimediale.

### Produzione industriale
L'AR viene utilizzato per sostituire i manuali cartacei con istruzioni digitali che vengono sovrapposte al campo visivo dell'operatore di produzione, riducendo lo sforzo mentale necessario per operare. AR rende efficiente la manutenzione della macchina perché offre agli operatori l'accesso diretto alla cronologia di manutenzione di essa. I manuali virtuali aiutano i produttori ad adattarsi ai progetti di prodotti in rapida evoluzione, poiché le istruzioni digitali sono più facilmente modificabili e distribuite rispetto ai manuali fisici.
Le istruzioni digitali aumentano la sicurezza eliminando la necessità per gli operatori di guardare uno schermo o un manuale lontano dall'area di lavoro, che può essere pericoloso. Le istruzioni sono infatti in questo modo sovrapposte all'area di lavoro. L'uso dell'AR può aumentare la sensazione di sicurezza degli operatori quando lavorano vicino a macchinari industriali ad alto carico fornendo agli operatori informazioni aggiuntive sullo stato di una macchina e sulle funzioni di sicurezza, nonché sulle aree pericolose dell'area di lavoro.

### Commercio

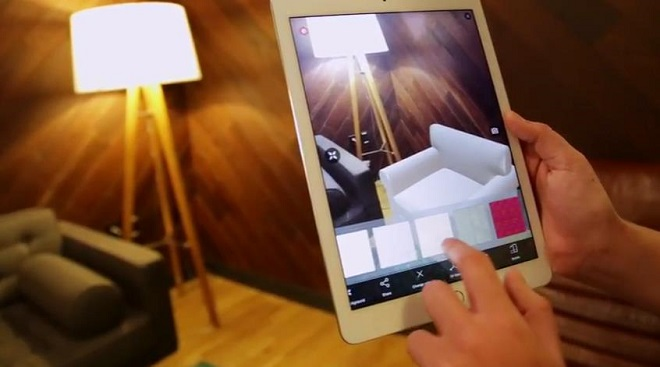
L'utente in un negozio inquadra un prodotto (in questo caso il divano) e sceglie il colore che più preferisce vedendolo in tempo reale, senza bisogno di scorrere decine di immagini con i prodotti già colorati.

L'AR viene utilizzato per integrare il marketing cartaceo (opuscoli, etichette, biglietti da visita...) e video. Il materiale di marketing cartaceo può essere progettato con determinate immagini "trigger" che, se scansionate da un dispositivo abilitato per AR utilizzando il riconoscimento delle immagini, attivano una versione video del materiale promozionale. Una delle principali differenze tra la realtà aumentata e il riconoscimento diretto delle immagini è che è possibile sovrapporre più media contemporaneamente nella schermata di visualizzazione, come i pulsanti di condivisione dei social media, il video, l'audio e gli oggetti 3D. Le pubblicazioni tradizionali utilizzano la realtà aumentata per connettere diversi tipi di media.
L'AR può migliorare le anteprime dei prodotti, ad esempio consentendo a un cliente di visualizzare cosa c'è all'interno della confezione di un prodotto senza aprirlo. AR può essere utilizzato anche come ausilio nella selezione dei prodotti da un catalogo o tramite un chiosco. Le immagini scansionate dei prodotti possono attivare visualizzazioni di contenuti aggiuntivi come opzioni di personalizzazione e immagini aggiuntive del prodotto nel suo utilizzo.

### Letteratura
La prima descrizione dell'AR come è conosciuta oggi è stata in Virtual Light, il romanzo del 1994 di William Gibson. Nel 2011 AR è stata usata con una poesia del poeta giapponese Nika della Sekai Camera di Tokyo. La prosa di queste poesie AR proviene da Paul Celan, Die Niemandsrose, che esprime le conseguenze del terremoto e dello tsunami del Tōhoku del 2011.

### Arte visiva

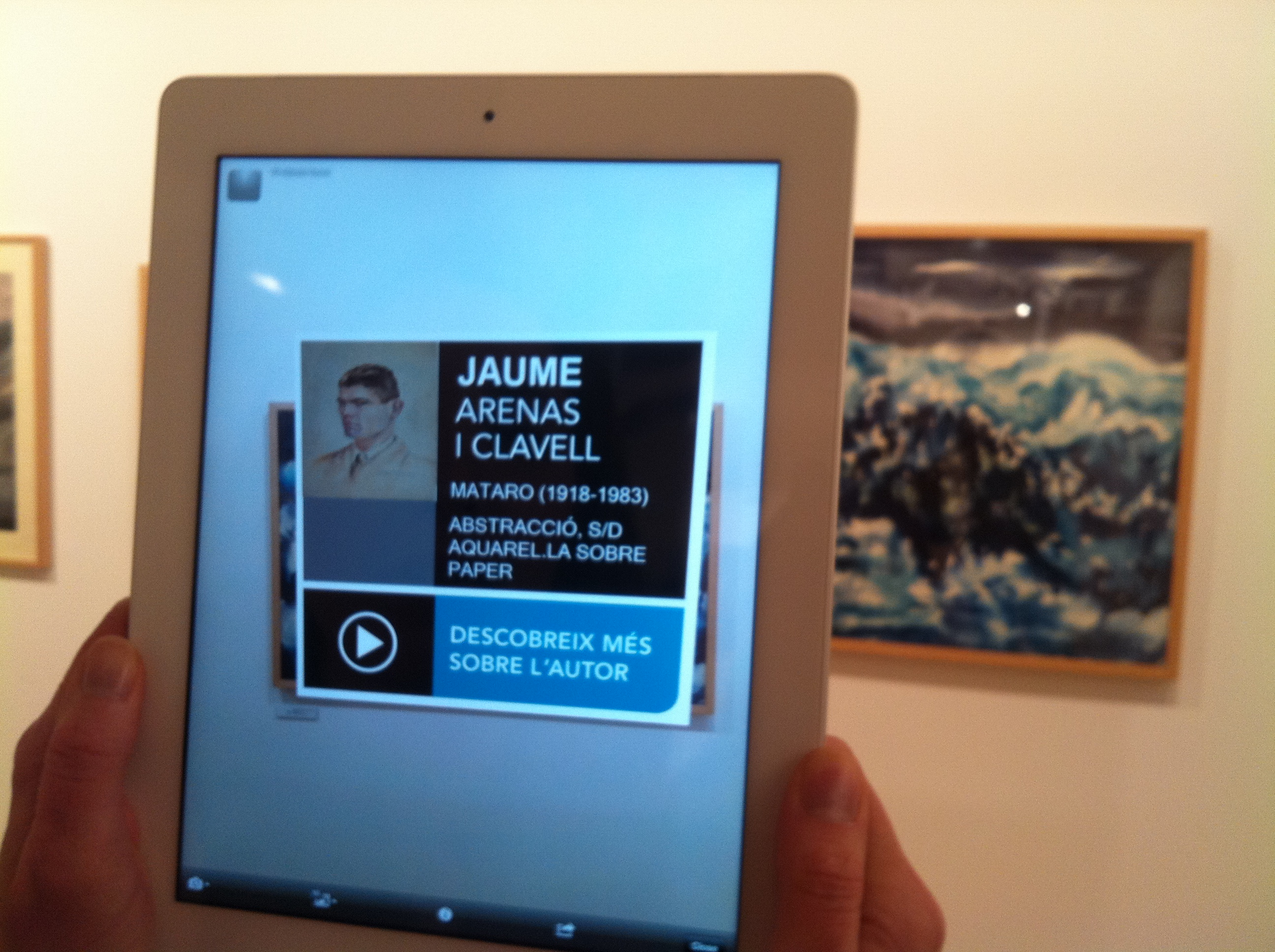
Il dispositivo attraverso l'AR da informazioni a proposito del quadro una volta che l'utente lo ha inquadrato

L'AR applicata nelle arti visive consente a oggetti o luoghi di innescare esperienze artistiche multidimensionali e interpretazioni della realtà.
Un esempio italiano di applicazione della realtà aumentata all’arte urbana è il Museo di Arte Urbana Aumentata (MAUA), un museo diffuso in più città che consente di accedere, tramite dispositivi mobili, a opere digitali associate a murales presenti nello spazio pubblico.
La realtà aumentata può aiutare nella progressione dell'arte visiva nei musei consentendo ai visitatori dei musei di visualizzare le opere d'arte nelle gallerie in modo multidimensionale attraverso gli schermi del telefono. Il Museum of Modern Art di New York ha creato una mostra nel suo museo d'arte che illustra le funzionalità AR che gli spettatori possono vedere utilizzando un'app sul proprio smartphone.

### Cinema
La realtà aumentata (AR) sta rivoluzionando il mondo del cinema, creando nuove opportunità per esperienze interattive e coinvolgenti. Un esempio innovativo è The Narrator di Mariano Equizzi, che utilizza la AR per immergere il pubblico in una narrazione dove può interagire direttamente con il mondo e i personaggi del film, combinando realtà e finzione in modi nuovi e sorprendenti. Questa fusione tra AR e intelligenza artificiale apre nuove frontiere per lo storytelling, trasformando il pubblico da spettatore passivo a partecipante attivo nella narrazione.

### Fitness
L'hardware e il software AR per l'uso nel fitness includono occhiali intelligenti realizzati per la bicicletta e la corsa, con analisi delle prestazioni e navigazione della mappa proiettata sul campo visivo dell'utente e boxe, arti marziali e tennis, dove gli utenti rimangono consapevoli del loro fisico ambiente per la sicurezza. Giochi e software relativi al fitness includono Jurassic World Alive.

### Interazione uomo-computer

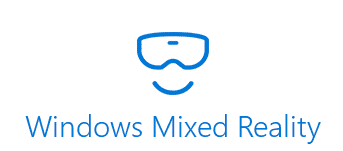
Logo di Windows Mixed Reality

Human Computer Interaction è un'area interdisciplinare dell'informatica che si occupa della progettazione e dell'implementazione di sistemi che interagiscono con le persone. I ricercatori in HCI provengono da una serie di discipline, tra cui informatica, ingegneria, design, fattore umano e scienze sociali, con l'obiettivo condiviso di risolvere i problemi nella progettazione e nell'uso della tecnologia in modo che possa essere utilizzata più facilmente ed efficacemente, in modo efficiente, sicuro e con soddisfazione.

### Gestione delle emergenze/ricerca e soccorso
I sistemi di realtà aumentata sono utilizzati in situazioni di sicurezza pubblica, dalle super tempeste ai rischi in generale.
Già nel 2009 due articoli di Emergency Management hanno discusso della tecnologia AR per la gestione delle emergenze. Il primo è stato "Augmented Reality - Emerging Technology for Emergency Management" di Gerald Baron.

### Interazione sociale
L'AR può essere utilizzato per facilitare l'interazione sociale. Un framework di social network di realtà aumentata chiamato Talk2Me consente alle persone di diffondere informazioni e visualizzare le informazioni pubblicizzate di altri in un modo di realtà aumentata. Le funzionalità di condivisione e visualizzazione delle informazioni tempestive e dinamiche di Talk2Me aiutano ad avviare conversazioni e fare amicizia per gli utenti con persone nelle vicinanze.

### Videogiochi
L'industria dei giochi ha abbracciato la tecnologia AR. Sono stati sviluppati numerosi giochi per ambienti interni preparati, come l'air hockey AR, Titans of Space, il combattimento collaborativo contro i nemici virtuali e i giochi da tavolo da biliardo potenziati con AR.

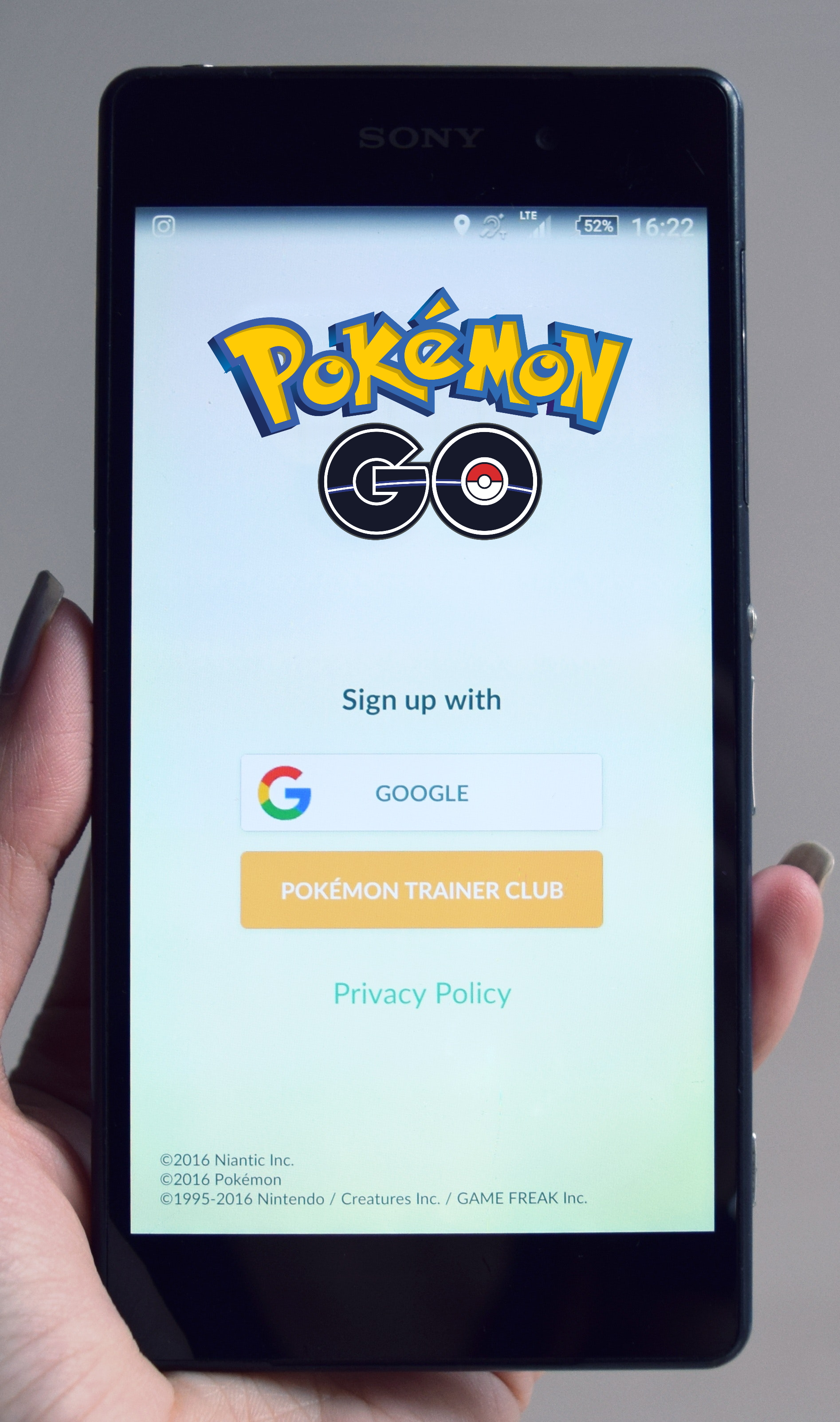
Pokemon Go

La realtà aumentata ha permesso ai giocatori di videogiochi di sperimentare il gioco digitale in un ambiente reale. Niantic ha rilasciato il gioco mobile in realtà aumentata Pokémon Go a seguire venne pubblicato Harry Potter: Wizards Unite. Disney ha collaborato con Lenovo per creare il gioco di realtà aumentata Star Wars: Jedi Challenges che funziona con un visore Lenovo Mirage AR, un sensore di tracciamento e un controller Lightsaber, il cui lancio è stato nel dicembre 2017. La Sony è stata un pioniere della realtà aumentata pubblicando i primi giochi come The Eye of judgement, Invizimals.

### Design industriale
L'AR consente ai progettisti industriali di sperimentare la progettazione e il funzionamento di un prodotto prima del completamento. Volkswagen ha utilizzato l'AR per confrontare le immagini dei crash test calcolate e quelle effettive. AR è stato utilizzato per visualizzare e modificare la struttura della carrozzeria e il layout del motore. È stato anche utilizzato per confrontare i modelli digitali con i modelli fisici per trovare discrepanze tra loro.

### Pianificazione, pratica e formazione sanitaria
Una delle prime applicazioni della realtà aumentata è stata nel settore sanitario, in particolare per supportare la pianificazione, la pratica e la formazione delle procedure chirurgiche. Già nel 1992, il miglioramento delle prestazioni umane durante l'intervento chirurgico era un obiettivo formalmente dichiarato durante la costruzione dei primi sistemi di realtà aumentata nei laboratori dell'aeronautica statunitense. Dal 2005 ad esempio per localizzare le vene è stato utilizzato un dispositivo chiamato cercatore di vene nel vicino infrarosso che filma le vene sottocutanee, elabora e proietta l'immagine delle vene sulla pelle. Altri esempi includono una vista virtuale a raggi X basata su una precedente tomografia o su immagini in tempo reale da sonde di microscopia confocale e ad ultrasuoni, sulla visualizzazione della posizione di un tumore nel video di un endoscopio, o sui rischi di esposizione alle radiazioni da dispositivi di imaging a raggi X. L'AR può migliorare la visualizzazione di un feto all'interno dell'utero materno. Siemens, Karl Storz e IRCAD hanno sviluppato un sistema per la chirurgia epatica laparoscopica che utilizza l'AR per visualizzare tumori e vasi sotto la superficie. L'AR è stata utilizzata per il trattamento della fobia degli scarafaggi. Ai pazienti che indossano occhiali per realtà aumentata può essere ricordato di assumere i farmaci prescritti.

### Immersione spaziale e interazione
Le applicazioni di realtà aumentata, in esecuzione su dispositivi palmari utilizzati come cuffie per realtà virtuale, possono anche digitalizzare la presenza umana nello spazio e fornire un modello generato dal computer, in uno spazio virtuale in cui possono interagire ed eseguire varie azioni. Tali capacità sono dimostrate da Project Anywhere, sviluppato da uno studente nel post laurea presso l'ETH di Zurigo, che è stato soprannominato "un'esperienza fuori dal corpo".

### Addestramento al volo

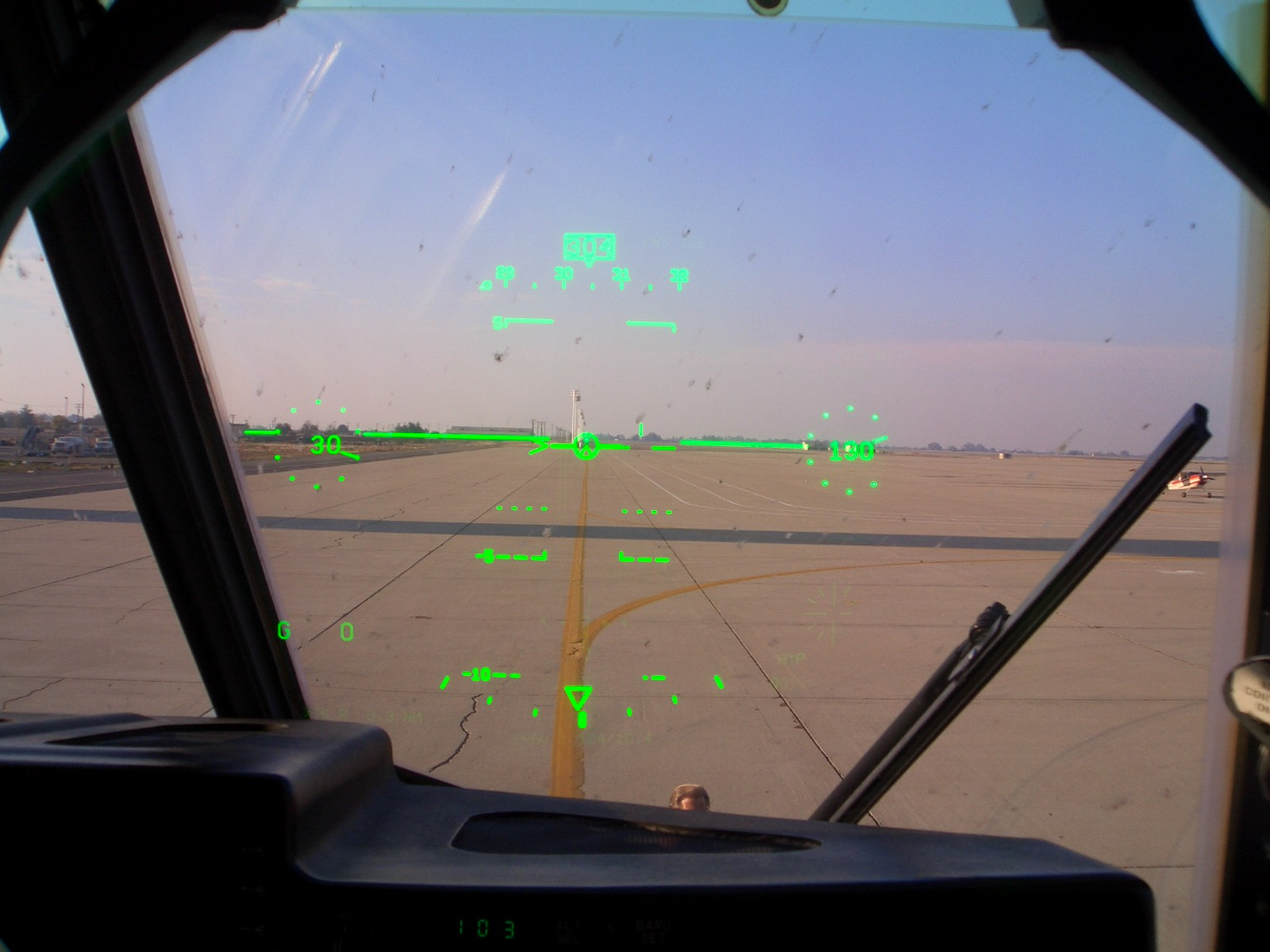
Esempio di Head-up display

Basandosi su decenni di ricerca percettivo-motoria in psicologia sperimentale, i ricercatori dell'Aviation Research Laboratory dell'Università dell'Illinois - Urbana-Champaign hanno utilizzato la realtà aumentata sotto forma di una traiettoria di volo nel cielo per insegnare agli studenti di volo come far atterrare un aeroplano usando un simulatore di volo. Fu un intervento formativo che si rivelò più efficace di un programma di addestramento tradizionale.

### Uso militare
Un'interessante applicazione iniziale dell'AR si è verificata quando Rockwell International ha creato sovrapposizioni di mappe video di tracce di detriti satellitari e orbitali per aiutare nelle osservazioni spaziali presso l'Air Force Maui Optical System. Nel loro articolo del 1993 "Debris Correlation Using the Rockwell WorldView System" gli autori descrivono l'uso di mappe sovrapposte applicate ai video dei telescopi di sorveglianza spaziale. Le sovrapposizioni della mappa indicavano le traiettorie di vari oggetti in coordinate geografiche. Ciò ha permesso agli operatori del telescopio di identificare i satelliti e anche catalogare detriti spaziali potenzialmente pericolosi.

### Navigazione
L'X-38 della NASA è stato pilotato utilizzando un sistema di visione sintetica ibrido che ha sovrapposto i dati della mappa al video per fornire una navigazione avanzata per il veicolo spaziale durante i test di volo dal 1998 al 2002. Ha utilizzato il software LandForm che è stato utile per periodi di visibilità limitata, incluso un esempio quando la finestra della videocamera si è ghiacciata lasciando gli astronauti a fare affidamento sulle sovrapposizioni della mappa.

### Luogo di lavoro
La realtà aumentata può avere un impatto positivo sulla collaborazione lavorativa poiché le persone possono essere inclini a interagire più attivamente con il loro ambiente di apprendimento. Può anche incoraggiare il tacito rinnovamento della conoscenza che rende le imprese più competitive. L'AR è stata utilizzata per facilitare la collaborazione tra i membri del team distribuiti tramite conferenze con partecipanti locali e virtuali. Le attività di AR includono brainstorming e riunioni di discussione utilizzando la visualizzazione comune tramite tavoli touch screen, lavagne digitali interattive, spazi di progettazione condivisi e sale di controllo distribuite.

### Trasmissione ed eventi dal vivo
L'AR viene anche utilizzata in associazione con eventi calcistici e altri eventi sportivi per mostrare pubblicità commerciali sovrapposte alla vista dell'area di gioco. Sezioni di campi da rugby e piazzole per il cricket mostrano anche immagini sponsorizzate. Le trasmissioni televisive di nuoto spesso aggiungono una linea attraverso le corsie per indicare la posizione dell'attuale detentore del record mentre una competizione procede per consentire agli spettatori di confrontare la gara attuale con la migliore prestazione. Altri esempi includono il tracciamento del disco da hockey, le annotazioni delle prestazioni delle auto da corsa e le traiettorie della palla da biliardo.
L'AR è stata utilizzata per migliorare le performance di concerti e teatro. Ad esempio, gli artisti consentono agli ascoltatori di aumentare la propria esperienza di ascolto aggiungendo la propria performance a quella di altre band.

### Turismo e visite turistiche
I viaggiatori possono utilizzare l'AR per accedere a display informativi in tempo reale relativi a una posizione, alle sue caratteristiche e ai commenti o ai contenuti forniti dai visitatori precedenti. Le applicazioni AR avanzate includono simulazioni di eventi storici, luoghi e oggetti resi nel paesaggio.
Le applicazioni AR collegate a posizioni geografiche presentano le informazioni sulla posizione tramite audio, annunciando le caratteristiche di interesse in un particolare sito non appena diventano visibili all'utente.

### Traduzione
I sistemi AR come Word Lens possono interpretare il testo straniero su cartelli e menu e, nella vista aumentata dell'utente, visualizzare il testo nella lingua dell'utente. Le parole pronunciate di una lingua straniera possono essere tradotte e visualizzate nella vista dell'utente come sottotitoli.

### Musica
È stato ipotizzato che la realtà aumentata possa essere utilizzata in nuovi metodi di produzione musicale, mixaggio, controllo e visualizzazione.
È stato concettualizzato uno strumento per la creazione di musica 3D nei club che, oltre alle normali funzioni di mixaggio del suono, consente al DJ di riprodurre decine di campioni sonori, posizionati ovunque nello spazio 3D.
I team del Leeds College of Music hanno sviluppato un'app AR che può essere utilizzata con i banchi Audient e consentire agli studenti di utilizzare il proprio smartphone o tablet per mettere strati di informazioni o interattività sopra un banco di missaggio Audient.
ARmony è un pacchetto software che utilizza la realtà aumentata per aiutare le persone a imparare uno strumento.

### Snapchat
Gli utenti di Snapchat hanno accesso alla realtà aumentata nell'app di messaggistica istantanea dell'azienda attraverso l'uso dei filtri della fotocamera. A settembre 2017 Snapchat ha aggiornato la sua app per includere un filtro della fotocamera che consentiva agli utenti di eseguire il rendering di una versione animata di se stessi in un cartone animato chiamata "Bitmoji". Questi avatar animati vengono proiettati nel mondo reale attraverso la fotocamera e possono essere fotografati o registrati in video. Nello stesso mese, Snapchat ha anche lanciato una nuova funzionalità chiamata "Filtri Sky". Questa nuova funzionalità utilizza la realtà aumentata per modificare l'aspetto di una foto scattata al cielo, proprio come gli utenti possono applicare i filtri dell'app ad altre immagini. Gli utenti possono scegliere tra filtri come notte stellata, nuvole tempestose, tramonti e arcobaleno.

## I pericoli dell'AR

### Modifiche alla realtà
In un articolo intitolato "Death by Pokémon GO", i ricercatori della Krannert School of Management della Purdue University affermano che il gioco ha causato "un aumento sproporzionato di incidenti e danni veicolari associati, lesioni personali e decessi nelle vicinanze di luoghi, chiamati PokéStop, dove gli utenti possono giocare durante la guida". Utilizzando i dati di un comune, il documento estrapola ciò che potrebbe significare a livello nazionale e ha concluso che "l'aumento degli incidenti attribuibile all'introduzione di Pokémon GO è di 145.632 unità con un aumento associato del numero di feriti di 29.370 unità e di morti di 256 unità nel periodo dal 6 luglio al 30 novembre 2016". Gli autori hanno concluso che il costo di quegli incidenti e decessi si aggira tra 2 miliardi e 7,3 miliardi di dollari per quel periodo. Inoltre più di un utente di Internet di livello avanzato su tre intervistati vorrebbe eliminare gli elementi di disturbo intorno a sé, come spazzatura o graffiti.
I problemi di sovraccarico e dipendenza eccessiva sono il più grande pericolo dell'AR. Per lo sviluppo futuro di nuovi prodotti relativi all'AR, l'interfaccia utente dovrebbe seguire determinate linee guida per non sovraccaricare l'utente di informazioni, impedendogli di fare eccessivo affidamento sul sistema AR. Questo fenomeno è chiamato chiave virtualmente aumentata (virtually-augmented key). Una volta che la chiave viene ignorata, le persone potrebbero non desiderare più il mondo reale.

### Problemi di privacy
In termini di privacy individuale, esiste la facilità di accesso alle informazioni che non si dovrebbe possedere prontamente su una data persona. Ciò si ottiene attraverso la tecnologia di riconoscimento facciale. Supponendo che l'AR intercetti automaticamente le informazioni sulle persone che l'utente vede, potrebbe trasmettere qualsiasi cosa estrapolata dai social media, dalla fedina penale e dallo stato civile.
Il Codice etico sull'incremento umano, originariamente introdotto da Steve Mann nel 2004 e ulteriormente perfezionato con Ray Kurzweil e Marvin Minsky nel 2013, è stato infine ratificato alla conferenza di Virtual Reality Toronto il 25 giugno 2017.

## Nella cultura di massa
La realtà aumentata è presente nei seguenti film:
- Predator - 1987
- They Live - 1988
- Back to the Future Part II - 1989
- Dragon Ball Z - 1989 (serie TV)
- Terminator 2: Judgement Day - 1991
- Minority Report - 2002
- Iron Man - 2008
- Avatar - 2009
- Thor: The Dark World - 2009
- Captain America: Winter Soldier - 2014
- Spider-Man: Far From Home - 2019

## Galleria d'immagini

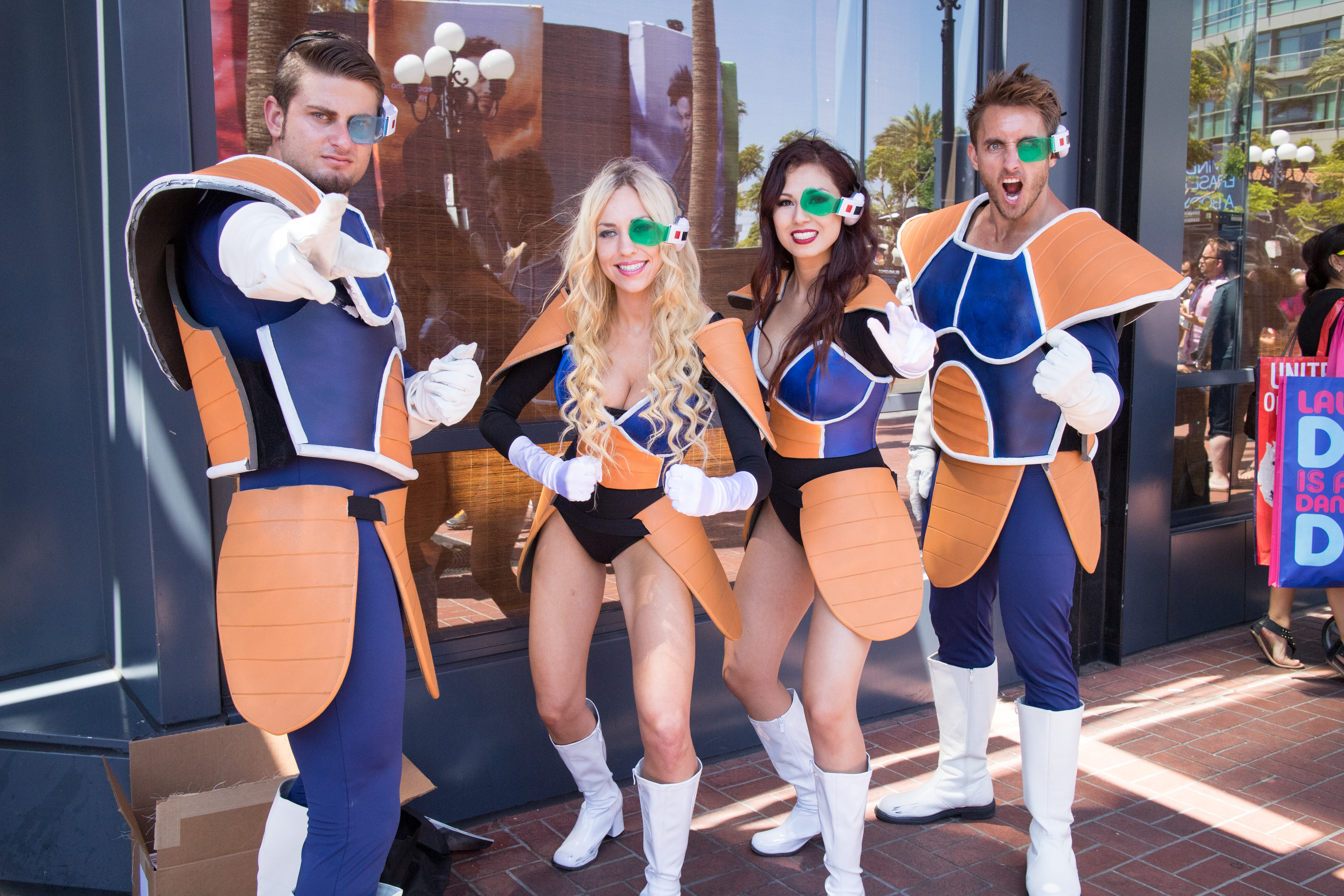
Un cosplay del manga Dragon Ball. Tutti i personaggi indossano uno scouter, ossia uno strumento visivo che misura la potenza dell'avversario in realtà aumentata.
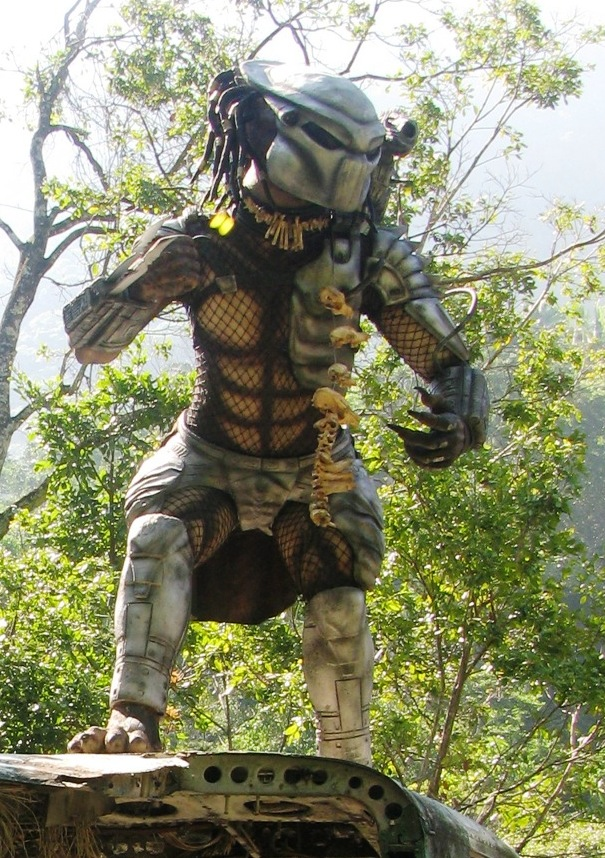
Una ricostruzione dell'alieno protagonista di Predator, dotato di una vista con una rudimentale realtà aumentata che segnala il calore degli umani
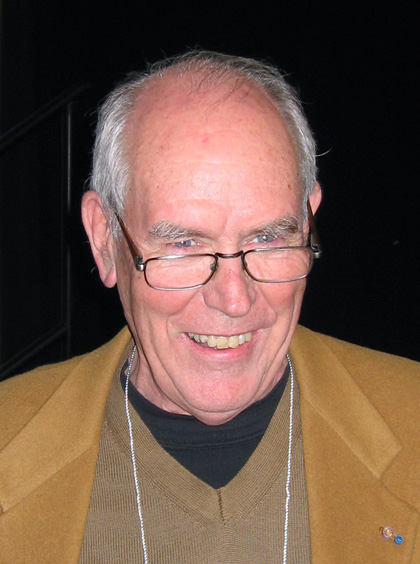
Nel 1968 Ivan Sutherland, uno scienziato informatico americano, ha creato il primo sistema di visualizzazione montato sulla testa VR presente nel film They Live.